# Tom Clancy’s Rainbow Six Осада
Tom Clancy’s Rainbow Six Siege (с англ. — «Радуга 6: Осада», в российской локализации известна как «Tom Clancy’s Rainbow Six Осада») — тактический шутер от первого лица, разработанный Ubisoft для Windows, Xbox One и PlayStation 4. Игра была анонсирована Ubisoft 9 июня 2014 года на E3 и выпущена 1 декабря 2015 года, а ровно через пять лет, 1 декабря 2020 года, игра вышла для PlayStation 5 и Xbox Series X/S. Проект стал преемником закрытого Patriots. В геймплее сделан упор на разрушаемость окружающей обстановки и тактическое взаимодействие игроков.

## Игровой процесс
В основе игрового процесса игры — напряжённые асимметричные бои между штурмовыми отрядами и защитниками в условиях ограниченного пространства. Локации в игре состоят из многоуровневого объекта (здания или, например, самолёта), внутри которого находятся защитники, и пространства вокруг него, где начинают штурмующие.
Разрушение стоит во главе игровой механики игры. Окружающие объекты выполнены максимально реалистично, степень повреждения зависит от калибра используемых игроками пуль или от совокупной мощности заложенной взрывчатки. Стены (которые не являются несущими) можно разрушать, создавая новые огневые позиции, в полу и потолке можно сделать брешь и использовать её как новую точку доступа. Оптимальное использование возможностей разрушения зачастую становится гарантией победы. Защитники могут ограничить возможности атакующих к разрушению, используя комплекты для усиления разрушаемых стен и устройства некоторых оперативников.
Основной режим игры — многопользовательский, обычный, рейтинговый и безрейтинговый, где в отличие от рейтинговой игры можно играть, не теряя звание и MMR. За игры в рейтинговом режиме игроку присваивается определённое звание, а такие параметры как соотношение убийств/смертей и побед/поражений, заносятся в его профиль, отображаемый в игре. Бои происходят в формате 5х5, где друг против друга сражаются оперативники спецподразделений из команд атаки и защиты.
В игре имеются так называемые «Операции» — набор из 10 коротких однопользовательских миссий, которые обучают игрока основам игры, а также знакомят с некоторыми оперативниками.
Помимо новобранцев, не обладающих особой экипировкой, у каждого подразделения есть особые оперативники с уникальными приспособлениями — для защиты и нападения.

### Режимы игры
- «Заряд»: штурмотряд находит один из двух зарядов и приводит в действие деактиватор, расположить который нужно в этом же помещении. Штурмотряд выигрывает раунд, если им удалось обезвредить заряд или уничтожить команду противника. Этот режим единственный, который используется для киберспортивных соревнований и рейтингового режима.
- «Захват позиции»: штурмотряд должен обнаружить комнату, в которой находится химический контейнер и удерживать её, не допуская в неё противника, оставаясь внутри на протяжении 10 секунд.
- «Заложник»: штурмотряд должен обнаружить и вывести заложника из здания. Защитники должны помешать этому, устанавливая баррикады и ловушки.
- «Командное истребление»: игроку предоставляется возможность в течение 5-ти минутного раунда (или по достижении у одной из команд 75 убийств), выбирать оперативников из штурмотряда или группы защиты независимо от команды. Режим позиционируется как возможность попрактиковаться в стрельбе перед рейтинговыми играми.

Также в игре присутствуют второстепенные сетевые режимы:
- Сезонные события: ограниченные по времени события, доступные в течение одного сезона. Обычно это крупномасштабные игровые режимы, которые существенно отличаются от основных режимов игры.
- Аркада: случайные ограниченные по времени события, которые изменяют элементы существующих режимов и имеют меньший масштаб по сравнению с сезонными игровыми режимами, включая событие «Золотой пистолет».

## Критика
| Сводный рейтинг       | Сводный рейтинг                           |
| Агрегатор             | Оценка                                    |
| --------------------- | ----------------------------------------- |
| GameRankings          | (PC) 78,58 % (PS4) 74,55 % (XONE) 71,88 % |
| Metacritic            | (PC) 77/100 (XONE) 74/100 (PS4) 74/100    |
| Иноязычные издания    |                                           |
| Издание               | Оценка                                    |
| Destructoid           | 8/10                                      |
| Game Informer         | 7/10                                      |
| GameRevolution        | [ 11 ]                                    |
| GameSpot              | 8/10                                      |
| GamesRadar+           | [ 13 ]                                    |
| GameStar              | 8,9/10                                    |
| IGN                   | 7,9/10                                    |
| PC Gamer (US)         | 90/100                                    |
| USgamer               | [ 17 ]                                    |
| VideoGamer            | 8/10                                      |
| Русскоязычные издания |                                           |
| Издание               | Оценка                                    |
| 3DNews                | 7/10                                      |
| «IGN Россия»          | 8/10                                      |
| PlayGround.ru         | 8,5/10                                    |
| Riot Pixels           | 88 %                                      |
| StopGame.ru           | Изумительно                               |
| «Игромания»           | 8/10                                      |
| «Игры Mail.ru»        | 8,5/10                                    |

На момент выхода 1 декабря 2015 года игра получила в основном одобрительные отзывы от западной прессы. Среди положительных моментов критики выделили глубокий стратегический мультиплеер, много интересных гаджетов, разнообразие игровых карт и систему разрушений. Из минусов, на момент старта игры, отмечали наличие мелких багов, технических недоработок (их исправляют патчами) и косметические микротранзакции.

## Обновления

### Первый год обновлений (2016)
Первый цикл обновлений был выпущен в 2016 году.
- Сезон 1, «Operation Black Ice» (Операция «Тонкий лёд»), февраль 2016

В первом сезоне, вышедшем 2 февраля 2016 года, в игру добавлено два новых канадских оперативника — Buck и Frost. и новая карта — «Яхта». Одновременно вышел патч 2.0. Первую неделю новые оперативники будут доступны только обладателям сезонного пропуска.
Карта «Яхта» представляет собой яхту люкс-класса «Boreal», застрявшую в Море Баффина Рядом с ней находится неизвестная подлодка.
- Сезон 2, «Operation Dust Line» (Операция «Зыбучие пески»), май 2016

Во втором сезоне под названием «Operation Dust Line» добавлены двое оперативников из США (Blackbeard, Valkyrie) и новая карта. Второе сезонное обновление вышло в свет 11 мая 2016 года на всех платформах. В нём расширили возможность визуальной кастомизации персонажей — добавили различные шлемы, камуфляжи и значки для оружия. Также добавилась возможность тонко настраивать оружие во время матча.
Карта «Граница» — здание таможни в неназванной арабской стране.
- Сезон 3, «Operation Skull Rain» (Операция «Дождь из черепов»), август 2016

Обновление Operation Skull Rain вышло 2 августа. Как обычно, дополнение привнесло в игру новую карту и двух оперативников (Capitão, Caveira) и сфокусировано на «оздоровлении» игры в долгосрочной перспективе. Разработчики улучшили анимацию, провели работы по исправлению взаимодействия моделей объектов, улучшили систему видеоповторов, убрали уязвимости и добавили анти мошенническую систему BattlEye для игроков на PC.
Карта Skull Rain представляет собой фавелу Рио-де-Жанейро с видом на гору Корковаду и статую Христа.
- Сезон 4, «Operation Red Crow» (Операция «Красный ворон»), ноябрь 2016

В финальном обновлении первого года, Operation Red Crow вышедшем 17 ноября, были добавлены два оперативника из Японии (Hibana, Echo) и новая карта. Была добавлена новая возможность кастомизации — выбор расцветки униформы. Также была доработана система разрушений и улучшен игровой баланс.
Карта Red Crow — апартаменты якудзы, расположенные в небоскрёбе в самом центре японского города Нагоя. Карта выполнена с сочетанием традиционной азиатской и современной архитектуры.

### Второй год обновлений (2017)
На 2017 год был назначен второй цикл обновлений Rainbow Six Siege. В нём были представлены 8 новых оперативников из Испании, Гонконга, Польши, и Южной Кореи.
- Сезон 1, «Operation Velvet Shell» (Операция «Бархатное покрытие»), февраль 2017

В феврале 2017 вышло первое сезонное обновление года — Operation Velvet Shell. Оно представило двух новых оперативников из Испании — Jackal (Рияд Рамирес аль-Хассар) и Mira (Елена Мария Альварес).
Карта «Побережье» представляет собой ночной клуб на испанской Ибице с целой чередой баров, и фоном из руин строения XVII века, которые использовалось во время обороны со стороны моря. Тем самым разработчики хотели «совместить элементы исторического наследия и современности и показать, как популярный ночной клуб может возникнуть посреди старого форта».
- Сезон 2, «Operation Health» (Операция «Оздоровление»), май 2017

Второй сезон, вышедший 23 мая 2017 года призван исправить большинство имеющихся ошибок, а также улучшить техническую составляющую игры. Маскотом Operation Health стал французский оперативник Док. Данный сезон является уникальным, так как не вводит новую карту или оперативников.
- Сезон 3, «Operation Blood Orchid» (Операция «Кровавая орхидея»), сентябрь 2017

В третьем сезоне, вышедшем 5 сентября 2017 года, были добавлены два новых гонконгских оперативника — Lesion (傷害) и Ying (螢), карта «Луна-парк». А также оперативник из Польши — Ela (Эла Босак).
Карта Blood Orchid представляет собой заброшенный луна-парк в Гонконге.
- Сезон 4, «Operation White Noise» (Операция «Белый шум»), декабрь 2017

5 декабря к команде Rainbow присоединились два новых оперативника из южнокорейского 707-го особого подразделения (СП SMB «707») — Dokkaebi и Vigil. Вместе с ними появился и второй оперативник из польского GROM — Зофия Босак (Zofia). Также в последнем сезоне года произошли обновления и исправления: улучшается интерфейс, меняется механика полёта гранат и стрельбы из пистолета.
Новая карта — смотровая башня «Мок Мек», возвышающаяся над Сеулом — столицей Южной Кореи.

### Третий год обновлений (2018)
Ubisoft объявила о продлении Tom Clancy’s Rainbow Six Siege на третий год. Традиционно, разработчики добавили 4 сезона и представили 8 оперативников из России, Франции, Италии, США, Британии и Марокко. Однако количество новых карт уменьшилось до двух.
- Сезон 1, «Operation Chimera» (Операция «Химера»), март 2018[49]

6 марта в игру добавили двух новых оперативников из России и Франции — Finka и Lion. Они являются специалистами по биологическому оружию. Год начался с операции нового типа — кооперативного четырёхнедельного события «Outbreak» («Выброс»), которым разработчики хотели отметить третий день рождения игры. Также в пул карт матчмейкинга были возвращены карты «Яхта» и «Фавела», которые были убраны после начала операции «Кровавая орхидея».
- Сезон 2, «Operation Para Bellum» (Операция «Готовься к войне»), июнь 2018

7 июня в игру добавили двух новых оперативников из итальянского подразделения G.I.S — Alibi и Maestro. Карта «Вилла» представляет собой роскошную итальянскую виллу преступной организации.
- Сезон 3, «Operation Grim Sky» (Операция «Мрачное небо»), сентябрь 2018

4 сентября в игру добавили двух новых оперативников из Великобритании и США — Clash и Maverick. Они являются специалистами по тактике и контролю толпы. Была представлена обновлённая версия карты «База Херефорд». Так же значительно была переработана отдача у всего огнестрельного оружия в игре.
- Сезон 4, «Operation Wind Bastion» (Операция «Бастион ветра»), декабрь 2018

4 декабря в игру были добавлены два новых оперативника из Королевской жандармерии Марокко: Kaid и Nomad, а также карта «Крепость», представляющую собой старинную крепость на юге Марокко.

### Четвёртый год обновлений (2019)
- Сезон 1, «Operation Burnt Horizon» (Операция «Сожжённый горизонт»), март 2019[49]

6 марта в игру были введены два новых оперативника из Полка Специальной авиадесантной службы: Gridlock и Mozzie. Карта «Аутбэк» представляет собой заброшенный мотель в центральной Австралии.
- Сезон 2, «Operation Phantom Sight» (Операция «Призрачный взгляд»), июнь 2019

11 июня в игру были введены 2 новых оперативника из Дании и США: Nøkk и Warden. Первая представляет Егерский корпус Дании, второй — Секретную службу США. Была представлена изменённая версия карты «Кафе», внесены изменения в баланс оперативников.
- Сезон 3, «Operation Ember Rise» (Операция «Тлеющий восход»), сентябрь 2019

11 сентября в игру были введены 2 новых оперативника из Мексики и Перу: Goyo и Amaru. Первый представляет мексиканский спецназ, вторая — вымышленную организацию по борьбе с кражей археологических артефактов. Была представлена переработанная версия карты «Канал», был анонсирован боевой пропуск с эксклюзивным контентом.
- Сезон 4, «Operation Shifting Tides» (Операция «Движущиеся приливы»), декабрь 2019

3 декабря в игру были введены 2 новых оперативника из Индии и Кении: Kali и Wamai. Оба персонажа представляют организацию NIGHTHEAVEN — вымышленная частная военная компания, возглавляемая Джаймини Калимоханом Шахом (позывной Kali). Была представлена переработанная версия карты «Луна-парк», была анонсирована новая механика игры — сквозные ранения. Начиная с этого сезона некоторые виды оружия не могут прострелить части тела других игроков насквозь.

### Пятый год обновлений (2020)
Анонс пятого года обновлений Rainbow Six: Siege вместе с презентацией первого сезона состоялся на прямой трансляции киберспортивного мероприятия Six Inventational 2020. Из-за утечки информации о сезоне Ubisoft приняли решение официально рассказать об обновлении на 2 дня раньше назначенной даты.
- Сезон 1, «Operation Void Edge» (Операция «Грань пустоты»), март 2020

В марте в игру добавили 2 новых оперативника — Oryx из Иордании и Iana из Нидерландов. Первый является независимым оперативником под покровительством марокканского GIGR, вторая представляет вымышленную космическую корпорацию REU. Была представлена переработанная версия карты «Орегон», обновлённый интерфейс игры и несколько незначительных изменений игровых механик.
- Сезон 2, «Operation Steel Wave» (Операция «Стальная волна»), июнь 2020

В июне в игру добавили 2 новых оперативника — Ace из Норвегии и Melusi из ЮАР. Первый является членом вымышленного ЧВК NIGHTHEAVEN, вторая представляет вымышленную группу по борьбе с браконьерами ITF. Была представлена переработанная версия карты «Дом» и добавлен новый гаджет для некоторых оперативников защиты.
- Сезон 3, «Operation Shadow Legacy» (Операция «Тени Наследия»), сентябрь 2020

В сентябре в игру добавили Сэма Фишера из франшизы Tom Clancy’s Splinter Cell, как оперативника Zero, также была переработана карта «Шале» и оперативники Thatcher и Tachankin, были добавлены новые прицелы и новый гаджет для атаки. Карта «Аутбэк» была убрана из списка сетевых игр.
- Сезон 4 «Operation Neon Dawn» (Операция «Неоновая заря»), декабрь 2020

В декабре в игру добавили нового оперативника Aruni из Таиланда, переработку карты «Небоскрёб», а также переработки оперативников Echo, Hibana и Jäger. Также был добавлен боевой пропуск Six Invitational 2021.

### Шестой год обновлений (2021)
Анонс шестого года обновлений Rainbow Six: Siege состоялся одновременно с анонсом пятого года обновлений. В течение 2021 года в игру планируют добавить 4 оперативников, 4 переработанных или новых карт, 4 внутриигровых событий и 4 боевых пропуска.
- Сезон 1 «Operation Crimson Heist» (Операция «Багровое ограбление»), март 2021

В игру добавили нового оперативника Flores из Аргентины, переработали карту «Граница», добавили новое оружие и ввели другие небольшие изменения.
- Сезон 2 «Operation North Star» (Операция «Полярная звезда»), июнь 2021

В игру добавили нового оперативника Thunderbird из Канады, переработали карту «Фавела» и ввели другие небольшие изменения.
- Сезон 3 «Operation Crystal Guard» (Операция «Кристальный страж»), сентябрь 2021

В игру добавили нового оперативника Osa из Хорватии, переработали карты «Банк», «Побережье» и «Клуб» и ввели изменения оперативников Twitch, IQ, Mute и Fuze.
- Сезон 4 «Operation High Calibre» (Операция «Крупный калибр»), ноябрь 2021

В игру добавили нового оперативника Thorn из Ирландии, переработали карту «Аутбек», внедрили новую систему тестирования изменений на тестовом сервере, частично обновили интерфейс игры и ввели другие небольшие изменения.

### Седьмой год обновлений (2022)
Анонс седьмого года обновлений Rainbow Six: Siege состоялся на турнире Six Invitational. Ubisoft представила «дорожную карту» на 2022 год, в течение которого в игру планируют добавить 4 оперативников, новые режимы игры — «Стрельбище» и «Командное истребление», 3 новых карты, 5 ивентов и 4 боевых пропуска.
- Сезон 1 «Operation Demon Veil», март 2022

В игру добавлен новый оперативник Azami из Японии, новая карта «Изумрудная равнина». Выпущен режим «Командное истребление», добавлена возможность смены оперативника во время фазы подготовки. Также внесены изменения связанные с гриферством, предоставлен доступ к настройками приватности всем игрокам и выпущен режим повтора игры для консолей.
- Сезон 2 «Operation Vector Glare», июнь 2022

В игру добавлен новый оперативник Sens из Бельгии, новая карта «Полигон» для режима «Командного истребления» и «Стрельбище». Также в игре всем игрокам стали доступны настройки приватности, разработчики реализовали возможность отключения дрожания экрана, для новичков появились микро-руководства («небольшие справочники») и ввели другие небольшие изменения.
- Сезон 3 «Operation Brutal Swarm», сентябрь 2022

В игру добавлен новый оперативник Grim из Сингапура, новая карта «Стадион». Также в игре была переработана отдача оружия, добавлено новое устройство, обновлена тактическая карта и внесены другие небольшие изменения.
- Сезон 4 «Operation Solar Raid», декабрь 2022

В игру добавлен новый оперативник Solis из Колумбии, новая карта «Лаборатории Nighthaven». Также в игру была добавлена новая ранговая система Ranked 2.0 и дополнительный дивизион, стала доступна кроссплатформенная игра и кросс-прогресс, а также внесены другие небольшие изменения.

### Восьмой год обновлений (2023)
Анонс восьмого года обновлений Rainbow Six: Siege состоялся на Six Invitational 2023. Была представлена «дорожная карта» на 2023 год, в течение которого в игру планируют добавить 4 оперативников, Реворк Консульства, 1 новую карту. Переработка «Быстрая игра 2.0», И система репутации.
- Сезон 1 «Operation Commanding Force», март 2023
 В игру добавлен новый оперативник Brava из Бразилии, Новый вид репутационного штрафа: «Оскорбление в голосовом чате». Изменение системы перезарядки. Испытание для новичков.

Изменение интерфейса меню «Играть».
- Сезон 2 «Operation Dread Factor», май 2023

В игру добавлен новый оперативник Fenrir из Швеции, Переработка карты Консульства, Постоянный список игр «Аркада» И правки багов игры.
- Сезон 3 «Operation Heavy Mettle», август 2023

В игру добавлен новый оперативник Ram из Южной Кореи, Система благодарности, Обновление списка игр, Переработка «Быстрая игра».
Новая система для новичков «Адаптация новичков»
- Сезон 4 «Operation Deep Freeze», декабрь 2023

В игру добавлен новый оперативник Tubarão из Португалии, Новая карта Логово, Торговая площадка Бета, Доступ к бете будет предоставлен в 2024 году по заверению Ubisoft, Система Репутации
Баланс гранат, «Игра против ИИ» Которая заменила собой режим «Антитеррор».

### Девятый год обновлений (2024)
Анонс девятого года обновлений Rainbow Six: Siege состоялся на турнире Six Invitational 2024. Ubisoft представила «дорожную карту» на 2024 год, в течение которого в игру планируют добавить 2 новых оперативников, переработка новобранцев, и переработанного оперативника из америки, фильтры карт в стандартном плейлисте, кроссплей между игроками на пк и консолями. В дальнейшем будет добавлена и реализована система «Siege Cup», система специальных соревновательных турниров. Также в скором времени будет введена система платной подписки.
- Сезон 1 «Operation Deadly Omen», март 2024.

В игру добавлен новый оперативник Deimos (Джеральд Моррис) из Америки. Переработка механики щитовиков. Изменение доп. устройств и изменение системы прицеливания. Добавлены ограничения для рейтинговых игр, вернувшиеся и новые игроки не смогут получить доступ к рейтинговому режиму, пока не выполнят требования игры. Добавлена новая вкладка в главном меню. «Снаряжение» которая упорядочивает все скины и раскраски. Переработка барьеров «Kiba» у оперативника Azami. Изменение системы канатов. Общие правки багов и баланс оперативников.
- Сезон 2 «New Blood», июнь 2024.

В игру были добавлены два оперативника Striker и Sentry которые заменили собой <Новобранцев>. Striker и Sentry, можно брать не зависимо от режима игры и доступны всегда, была добавлена возможность изменять для них стандартную форму. Вместе с началом сезона Ubisoft добавила новую форму монетизации Подписка, саму подписку можно приобрести на месяц, на шесть месяцев, и год. Игрокам оформившим подписку будут давать внутриигровые предметы в их числе. Бесплатный купон на любого из оперативников, активация боевого пропуска, десять дополнительных уровней для боевого пропуска каждый месяц, и каждый месяц игрока будет ждать эксклюзивный легендарный предмет. Оформивших подписку до 19 июня игроки получили дополнительные награды, 600 кредитов R6, и особый набор на оперативника Эш. Игроки, которые оплатили боевой пропуск будут награждены либо купоном на оперативника либо 600 кредитами R6, акция действует только в сезонах когда не будет добавлен новый оперативник. С 25 июня была открыта торговая площадка для всех игроков которые достигли 25 уровня или больше. Были изменены оперативники Fenrir и Solis, Теперь колючая проволока будет наносить урон игрокам атаки которые прошли через её. Правки багов игры и баланс других оперативников.
- Сезон 3 «Twin Shells», сентябрь 2024.

С выходом Operation Twin Shells в Rainbow Six Осада появится настоящее чудо техники. Оперативник-ветеран Skopós возвращается к действительной службе — вместе со своими оболочками «Пантеон V10», которые представляют собой двух роботов с дистанционным управлением. Оперативник может переключаться между ними, оказывая союзникам поддержку при наступлении или обороне. Добавлена новая антимошенническая система — Усиление защиты двоичного кода нацелено на то, чтобы препятствовать мошенничеству, а также усложнить разработку и поддержку мошеннических программ благодаря использованию различных техник. В этом сезоне в игре появится бета-версия «Кубка Siege».
- Сезон 4 «Collision Point», декабрь 2024.

Переработан оперативник Blackbeard; добавлены ранги в двух раздельных системах — для PC и  консолей; добавлен фантомный игрок (система подбора будет добавлять математически рассчитанного 6-го игрока в каждую команду); добавлены знаки отличия; переработка баланса оперативников Thunderbird, Sens, Ying; правки багов игры; улучшение защиты игроков от читеров и токсичного поведения других игроков.

## Киберспорт
Компания Ubisoft совместно с командой Xbox при поддержке киберспортивной организации ESL объявила о старте киберспортивной лиги Rainbow Six Pro League с призовым фондом 100 000 долларов США. Открытие премьерного сезона состоится 4 марта на чемпионате Intel Extreme Masters в польском городе Катовице. С 7 февраля Ubisoft совместно с ESL начинает проведение еженедельных турниров для всех желающих игроков. Лучшие команды месяца смогут принять участие в Rainbow Six Pro League.